# Mátészalka

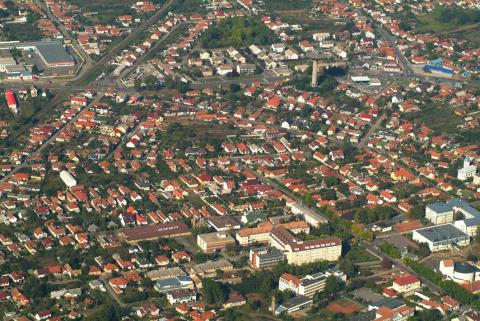
Luftaufnahme von Mátészalka

Mátészalka [ˈmaːteːsɒlkɒ] ist eine ungarische Stadt im gleichnamigen Kreis im Komitat Szabolcs-Szatmár-Bereg. Der Ort erhielt 1969 den Status einer Stadt und ist von der Einwohnerzahl die zweitgrößte Stadt des Komitats.

## Geografische Lage
Mátészalka liegt im nordöstlichen Teil Ungarns, 45 Kilometer östlich des Komitatssitzes Nyíregyháza und 70,5 Kilometer nordöstlich von Debrecen. Nachbargemeinden sind Ópályi, Kocsord, Nyírcsaholy, Nyírmeggyes und Jármi.

## Geschichte
Die Stadt wurde 1216 erstmals erwähnt. Im Jahr 1913 gab es in der damaligen Großgemeinde 849 Häuser und 5935 Einwohner auf einer Fläche von 8319 Katastraljochen. Sie gehörte zu dieser Zeit zum Bezirk Mátészalka im Komitat Szatmár.

## Sehenswürdigkeiten
- Synagoge, erbaut 1857
- Kutschenmuseum,[3] fast gegenüber der Synagoge, gegründet 1975, zeigt neben einer größeren Sammlung von Kutschen und Pferdeschlitten bäuerliche und bürgerliche Kultur.

## Persönlichkeiten
- Imre Fábián, (1930–2002), Musikhistoriker
- Norbert Kalucza, (* 1986), Boxer
  - Tony Curtis, der zwar selbst in New York geboren wurde, dessen Eltern jedoch aus Mátészalka stammen und dort eine kleine Schneiderei betrieben.[4]
- Richárd Bodó (* 1993), Handballspieler
- József Torgyán, (1932–2017), Rechtsanwalt, Politiker

## Städtepartnerschaften
- Carei, Rumänien[5]
- Humenné, Slowakei[5]
- Kolbuszowa, Polen[5]
- Mukatschewo (Мукачево), Ukraine[5]
- Oberkochen, Ostwürttemberg, Deutschland (seit Juni 2008)[5]
- Vittoria, Italien[5]
- Zevenaar, Provinz Gelderland, Niederlande[5]